# Jürgen Spieß
Jürgen Spieß (ur. 26 marca 1984 w Heidelbergu) – niemiecki sztangista, mistrz Europy.
Największym jego sukcesem jest mistrzostwo Europy w Bukareszcie zdobyte w 2009 roku w kategorii do 94 kg.
Uczestnik igrzysk olimpijskich w Pekinie, gdzie zajął  9. miejsce.